# Кліматична модель
Кліматичні моделі — це системи диференціальних рівнянь, засновані на основних законах фізики, руху рідини та хімії. Щоб «запустити» модель, вчені поділяють планету на тривимірну сітку, застосовують основні рівняння та оцінюють результати. Атмосферні моделі розраховують вітри, теплообмін, радіацію, відносну вологість і гідрологію поверхні всередині кожного елементу комірки сітки та оцінюють взаємодії з сусідніми комірками.
Кількісні моделі клімату враховують енергію, що надходить від Сонця, як електромагнітне випромінювання, переважно видиме та короткохвильове (ближнє) інфрачервоне, а також довгохвильове (дальне) інфрачервоне електромагнітне випромінювання.

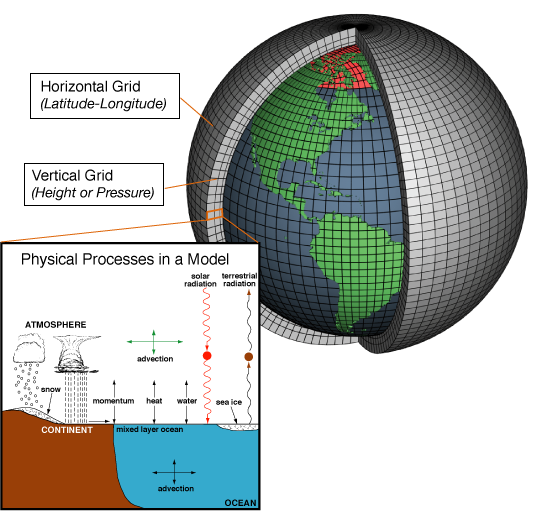
Будь-який дисбаланс призводить до зміни температури

Чисельні моделі клімату використовують кількісні методи для моделювання взаємодії важливих факторів клімату, включаючи атмосферу, океани, поверхню суші та лід. Вони використовуються для різноманітних цілей від вивчення динаміки кліматичної системи до прогнозів майбутнього клімату. Кліматичні моделі також можуть бути якісними (тобто не числовими) моделями, а також наративами, переважно описовими, про можливе майбутнє.
Кількісні моделі відрізняються за складністю:
- проста модель радіаційної теплопередачі розглядає Землю як єдину систему та усереднює вихідну енергію. Дані розширити по вертикалі (радіаційно-конвективні моделі) та/або по горизонталі;
- глобальні кліматичні моделі (з'єднані) атмосфера–океан–морський лід розв'язують повні рівняння для перенесення маси та енергії та радіаційного обміну.

Інші типи моделювання можуть бути пов'язані між собою, наприклад, використання землі, в моделях земної системи, що дозволяє дослідникам прогнозувати взаємодію між кліматом та екосистемами.

## Коробкові моделі
Коробкові моделі — це спрощені версії складних систем, що зводять їх до комірок (або резервуарів), пов'язаних між собою потоками.  Вважається, що коробки перемішані однорідно.  Таким чином, у межах даної коробки концентрація будь-яких хімічних речовин є рівномірною.  Однак чисельність виду в даній коробці може змінюватися як функція часу через введення (або втрати з) ящика або внаслідок виробництва, споживання або розпаду цього виду в коробці.
Прості моделі коробок, тобто коробкові моделі з невеликою кількістю комірок, властивості яких (наприклад, їх об'єм) не змінюються з часом, часто корисні для отримання аналітичних формул, що описують динаміку та стійку чисельність виду.  Більш складні моделі коробок зазвичай розв'язуються за допомогою чисельних методів.
Коробкові моделі широко використовуються для моделювання екологічних систем або екосистем, а також для дослідження циркуляції океану та кругообігу вуглецю, наприклад, cGenie.
Мета проекту GENIE — створити спрощені та швидші моделі кліматичної системи Землі, зробити їх простішими у використанні та більш доступними для інших людей, які хочуть їх використовувати. Найсучасніші моделі клімату (наприклад, модель Центру Хедлі) працюють у досить детальних масштабах як у просторі, так і в часі, і, отже, є великими та повільними, і їх не можна використовувати для моделювання клімату більше ніж кілька століть на будь-що, крім суперкомп'ютера, і навіть у цьому випадку можуть знадобитися місяці, щоб дати результати. cGenie моделює клімат протягом багатьох тисяч років, оскільки клімат Землі зазнав значних і драматичних кліматичних змін (включаючи льодовикові періоди) в минулому, протягом багатьох тисяч (і навіть мільйонів) років, щоб з більшою впевненістю моделювати майбутній клімат. Побудова швидких моделі передбачає обробку більш грубих сіток, що дають менш детальні результати, а також використання спрощених версій фізичних, хімічних та біологічних процесів. Очікуються менш точні результати, взамін на велику кількість запусків, щоб порівняти результати, і таким чином дізнатися, наскільки спрощені відповіді точні, що майже неможливо з великими моделями.
Іноді такі моделі лише екземпляри багатокамерної моделі.

## Радіаційно-конвективні моделі
Якщо модель нульового виміру, використовуючи сонячну постійну та дану середню температуру Землі, визначає ефективну випромінювальну здатність Землі випромінювати в космос довгохвильове випромінювання, то радіаційно-конвективна модель забезпечує можливість уточнити по вертикалі два процеси транспортування енергії:
- перенесення випромінювання вгору і вниз через шари атмосфери, які як поглинають, так і випромінюють інфрачервоне випромінювання — транспортування тепла вгору конвекцією (особливо важливо в нижній тропосфері).

Радіаційно-конвективні моделі мають переваги перед простими моделями: вони можуть визначати вплив різних концентрацій парникових газів на ефективну випромінювальну здатність і, отже, на температуру поверхні.  Але необхідні додаткові параметри, щоб визначити місцеву випромінювальну здатність і альбедо, а також врахувати фактори, які переміщують енергію навколо Землі.

## Великорозмірні моделі
Модель нульового розміру може бути розширена, щоб розглянути енергію, що транспортується горизонтально в атмосфері. Така модель цілком може бути зонально усередненою. Ця модель має перевагу в тому, що дозволяє виявити залежність локального альбедо та випромінювальну здатність від температури — полюси можуть бути крижаними, а екватор — теплим — проте відсутність справжньої динаміки означає, що горизонтальні переноси повинні бути визначені.

### CESM
Модель земної системи спільноти — це багатоаспектне чисельне моделювання системи Землі, що враховує показники з атмосфери, океану, льоду, поверхні суші, циклу вуглецю та інших компонентів. CESM включає клімачну модель, що забезпечує сучасне моделювання минулого, сьогодення та майбутнього Землі. Наступник моделі системи клімату спільноти (CCSM), зокрема версії 4 (CCSMv4), яка надала початковий атмосферний компонент для CESM. На початку були розроблені потужні можливості прогнозування ансамблю, CESM-LE (CESM-Large Ensemble), щоб контролювати помилки та зміщення в різних реалізаціях. Моделювання з поверхні Землі через термосферу генерується з використанням кліматичної моделі спільноти всієї атмосфери (WACCM).  CESM1 був випущений у 2010 році Відділом клімату та глобальної динаміки (CGD) Національного центру атмосферних досліджень [Архівовано 27 жовтня 2021 у Wayback Machine.] (NCAR) і отримав значне фінансування з боку Національного наукового фонду (NSF) та Міністерства енергетики (DoE)

### E3SMv2
Версія 2 моделі Energy Exascale Earth System Model (E3SM2) значно швидша за попередницю, була представлена широкому науковому співтовариству 28 вересня 2021. Проект E3SM підтримується Науковим відділом біологічних та екологічних досліджень Міністерства енергетики США.

## EMIC (моделі системи Землі середньої складності)
Залежно від характеру поставлених запитань і відповідних масштабів часу існують, з одного крайності, концептуальні, більш індуктивні моделі, а з іншого — моделі загальної циркуляції, що працюють з найвищим просторовим і тимчасовим роздільною здатністю, який зараз можливо. Моделі середньої складності заповнюють прогалину. Одним із прикладів є модель Climber-3. Його атмосфера являє собою 2,5-вимірну статистико-динамічну модель з роздільною здатністю 7,5° × 22,5° і кроком у півдоби; океан — це MOM-3 (модульна модель океану) з сіткою 3,75° × 3,75° і 24 вертикальними рівнями.

## GCM (глобальні кліматичні моделі абомодель загальної циркуляції)
Загальні циркуляційні моделі (GCM) дискретизують рівняння для руху рідини та передачі енергії та інтегрують їх у часі. На відміну від більш простих моделей, GCM розбивають атмосферу та/або океани на сітки дискретних «комірок», які представляють собою обчислювальні одиниці. На відміну від простіших моделей, які роблять припущення про змішування, внутрішні процеси клітини, наприклад конвекція, які відбуваються на занадто малих масштабах, щоб їх можна було розв'язати безпосередньо, параметризуються на рівні клітинки, тоді як інші функції керують інтерфейсом між осередками.
Атмосферні GCM (AGCM) моделюють атмосферу та встановлюють температури поверхні моря як граничні умови. GCM атмосфера-океан (AOGCM, наприклад HadCM3, EdGCM [Архівовано 20 листопада 2021 у Wayback Machine.], GFDL CM2.X [Архівовано 3 листопада 2015 у Wayback Machine.], ARPEGE-Climat) поєднують дві моделі. Перша модель загальної циркуляції клімату, яка поєднувала як океанічні, так і атмосферні процеси, була розроблена наприкінці 1960-х років у Лабораторії геофізичної динаміки рідини NOAA [Архівовано 20 жовтня 2021 у Wayback Machine.]. Однак модедь все ще розробляється, і невизначеність залишається. Модельовані процеси можуть бути поєднані з моделями інших процесів, таких як цикл вуглецю, щоб краще розраховувати ефекти зворотного зв'язку. Такі інтегровані багатосистемні моделі іноді називають або «моделями системи Землі».

## Дослідження та розробка
Climate Prediction — проєкт добровільних обчислень для прогнозу змін клімату Землі в найближчі 50 років. Проєкт повинен показати, наскільки точні існуючі методи довготривалого передбачення змін клімату, і наскільки сильно на їхню точність впливають варіації/неточності у вихідних даних. Проєкт здійснюється за допомогою запуску сотень тисяч, що трохи відрізняються один від одного вихідними даними комп'ютерних моделей земного клімату з використанням комп'ютерного часу звичайних персональних комп'ютерів по всьому світу.
Існує три основних типи установ, де розробляються, впроваджуються та використовуються кліматичні моделі:
- Національні метеорологічні служби. Більшість національних метеорологічних служб мають кліматологічний розділ.
- університети.  Відповідні кафедри включають наук про атмосферу, метеорологію, кліматологію, географію.
- національні та міжнародні дослідницькі лабораторії.  Приклади включають Національний центр атмосферних досліджень [Архівовано 27 жовтня 2021 у Wayback Machine.] (NCAR, в Боулдері, штат Колорадо, США), Лабораторію геофізичної динаміки рідини [Архівовано 20 жовтня 2021 у Wayback Machine.] (GFDL, в Прінстоні, Нью-Джерсі, США), Лос-Аламосську національну лабораторію, Центр прогнозування клімату та досліджень Хедлі [Архівовано 9 жовтня 2020 у Wayback Machine.] (в коледжі Ексетері, Велика Британія), Інститут метеорології Макса Планка [Архівовано 8 жовтня 2021 у Wayback Machine.] в Гамбурзі, Німеччина, або Лабораторія наук клімату та навколишнього середовища [Архівовано 30 листопада 2021 у Wayback Machine.] (LSCE), Франція, і це лише деякі з них.

Координує дослідницьку діяльність з моделювання клімату в усьому світі Всесвітня програма кліматичних досліджень [Архівовано 26 листопада 2021 у Wayback Machine.] (WCRP), організована Всесвітньою метеорологічною організацією (ВМО).
У звіті Національної дослідницької ради [Архівовано 20 жовтня 2021 у Wayback Machine.] США за 2012 рік обговорювалося, як велике та різноманітне явище моделювання клімату може розвиватися, щоб стати більш уніфікованим. Підвищити ефективність можна було б шляхом розробки спільної інфраструктури програмного забезпечення, спільної для всіх кліматичних дослідників США, та проведення щорічного форуму з моделювання клімату, йдеться у звіті.

## Кліматичні моделі в Інтернеті
- Dapper/DChart[17] — використовує МГЕЗК.
- NCAR/UCAR Community Climate System Model (CCSM)[18]
- climate prediction[14]
- Primary research GCM developed by NASA/GISS (Goddard Institute for Space Studies)[19]
- Original NASA/GISS global climate model (GCM)[20]
- CCCma model info and interface to retrieve model data[21]
- NOAA/Geophysical Fluid Dynamics Laboratory[22]
- Dry idealized AGCM[23][24]
- Model of an idealized Moist Atmosphere (MiMA)[25][26]
- University of Victoria Global climate model[27].
- vimeo.com/user12523377/videos[28]
- Empirical Climate Model[29] Archived 24 March 2019 at the Wayback Machine